# (992) Swasey
(992) Swasey – planetoida z pasa głównego asteroid okrążająca Słońce w ciągu 5 lat i 96 dni w średniej odległości 3,02 au. Odkrył ją Otto Struve 14 listopada 1922 roku w Obserwatorium Yerkes. Nazwa pochodzi od Ambrose’a Swaseya, amerykańskiego inżyniera mechanika, wynalazcy i filantropa, który zbudował 82-calowy teleskop dla McDonald Observatory. Przed nadaniem nazwy planetoida nosiła oznaczenie tymczasowe (992) 1922 ND.